# Henri Audrain
Henri Maurice Albert Audrain (Versailles, 31 dicembre 1895 – Versailles, 23 aprile 1982) è stato un arcivescovo cattolico francese.

## Biografia
Henri Audrain nacque a Versailles, sede diocesana, nel 1895.
Fu ordinato sacerdote il 29 giugno 1923 nella cattedrale di Versailles dal vescovo Charles-Henri-Célestin Gibier.

### Vescovo ausiliare di Versailles
Il 22 ottobre 1938 papa Pio XI lo nominò vescovo titolare di Arsinoe di Arcadia ed ausiliare di Versailles. Ricevette la consacrazione episcopale il 6 dicembre successivo dalle mani del vescovo Benjamin-Octave Roland-Gosselin (poi arcivescovo), vescovo di Versailles, co-consacranti i vescovi Georges-Auguste Louis, vescovo di Périgueux, e Paul-Marie-André Richaud (poi arcivescovo e cardinale), vescovo titolare di Irenopoli di Isauria ed ausiliare di Versailles.
Il 12 aprile 1952, alla rinuncia del vescovo Roland-Gosselin, papa Pio XII lo nominò amministratore apostolico di Versailles. Rimase in carica fino alla nomina a vescovo di Alexandre-Charles-Albert-Joseph Renard, avvenuta l'anno successivo.

### Arcivescovo di Auch e morte
Il 3 febbraio 1954 lo stesso papa lo nominò arcivescovo coadiutore di Auch e titolare di Fasi. Il 2 marzo 1955, alla rinuncia dell'arcivescovo Virgile-Joseph Béguin, gli succedette come arcivescovo metropolita di Auch.
Partecipò come padre conciliare alle quattro sessioni del Concilio Vaticano II.
Il 16 aprile 1968 papa Paolo VI accolse la sua rinuncia al governo dell'arcidiocesi, assegnandogli contestualmente la sede titolare di Mimiana. Il 10 dicembre 1970, a seguito della pubblicazione di un decreto da parte della Congregazione per i vescovi, rinunciò alla sede titolare, rimanendo arcivescovo emerito di Auch.
Ritiratosi nella città natale, vi morì il 23 aprile 1982. Fu successivamente sepolto nel cimitero di San Luigi a Versailles.

## Genealogia episcopale
La genealogia episcopale è:
- Cardinale Guillaume d'Estouteville, O.S.B.Clun.
- Papa Sisto IV
- Papa Giulio II
- Cardinale Raffaele Sansone Riario
- Papa Leone X
- Papa Paolo III
- Cardinale Francesco Pisani
- Cardinale Alfonso Gesualdo di Conza
- Papa Clemente VIII
- Cardinale Pietro Aldobrandini
- Cardinale Laudivio Zacchia
- Cardinale Antonio Barberini, O.F.M.Cap.
- Cardinale Nicolò Guidi di Bagno
- Arcivescovo François de Harlay de Champvallon
- Cardinale Louis-Antoine de Noailles
- Vescovo Jean-François Salgues de Valderies de Lescure
- Arcivescovo Louis-Jacques Chapt de Rastignac
- Arcivescovo Christophe de Beaumont du Repaire
- Cardinale César-Guillaume de la Luzerne
- Arcivescovo Gabriel Cortois de Pressigny
- Arcivescovo Hyacinthe-Louis de Quélen
- Vescovo Louis-Charles Féron
- Vescovo Pierre-Alfred Grimardias
- Cardinale Guillaume-Marie-Romain Sourrieu
- Cardinale Léon-Adolphe Amette
- Arcivescovo Benjamin-Octave Roland-Gosselin
- Arcivescovo Henri Maurice Albert Audrain